# Olha Bryzhina
Olha Arkad'evna Bryzhina, née Vladykina (en ukrainien Ольга Аркадіївна Бризгіна née Владикіна, plus connue sous la forme russe, Olga Bryzgina), née le 30 juin 1963 à Krasnokamsk, est une athlète ukrainienne évoluant sous les couleurs de l'URSS dans les années 1980. 
Spécialiste du 400 mètres, elle a remporté trois médailles d'or olympiques et deux médailles lors des championnats du monde d'athlétisme. Elle est par ailleurs l'actuelle codétentrice du record du monde du relais 4 × 400 mètres avec son temps de 3 min 15 s 17 établi le 1er octobre 1988 avec l'équipe d'URSS lors des Jeux de Séoul.
Elle est l'épouse du champion olympique Viktor Bryzhin et la mère des sprinteuses Elizaveta Bryzhina et Anastasiya Bryzhina.

## Biographie
Durant les années 1987 et 1988, elle domine le 400 mètres, devenant championne du monde 1987 puis championne olympique 1988 à Séoul. 
Lors de la finale du relais 4 × 400 mètres à Séoul, elle prend le dernier relais face à l'Américaine Florence Griffith-Joyner. Partie devant, elle résiste à l'Américaine et gagne la course, empêchant ainsi une quatrième médaille d'or pour FloJo. Les deux relais battent le record du monde (3 min 15 s 17 pour l'Union soviétique contre 3 min 15 s 51 pour les États-Unis).
Elle décide alors de faire une coupure dans sa carrière pour mettre au monde une fille. Lorsqu'elle revient à la compétition, une nouvelle athlète domine la spécialité, la Française Marie-José Pérec. En 1991, aux Championnats du monde, elle échoue à la quatrième place sur 400 mètres, mais remporte tout de même une médaille d'or avec le relais 4 × 400 mètres.
L'année suivante, lors des Jeux olympiques d'été de 1992 à Barcelone, elle prend un départ très rapide et reste en tête jusqu'aux 300 mètres. Mais Marie-José Pérec la devance à l'arrivée et elle ne remporte que la médaille d'argent. Elle remporte ensuite une nouvelle médaille d'or olympique avec le relais 4 × 400 mètres. Ces Jeux seront ses derniers grands championnats et elle arrêtera sa carrière peu après.

## Palmarès

### Jeux olympiques
- Jeux olympiques de 1988 à Séoul
  -  Médaille d'or sur 400 m
  -  Médaille d'or en relais 4 × 400 m
- Jeux olympiques de 1992 à Barcelone
  -  Médaille d'argent sur 400 m
  -  Médaille d'or en relais 4 × 400 m

### Championnats du monde
- Championnats du monde d'athlétisme de 1987 à Rome
  -  Médaille d'or sur 400 m
  -  Médaille d'argent en relais 4 × 400 m
- Championnats du monde d'athlétisme de 1991 à Tokyo
  - 4e sur 400 m
  -  Médaille d'or en relais 4 × 400 m

### Championnats d'Europe
- Championnats d'Europe d'athlétisme de 1986 à Stuttgart
  -  Médaille d'argent sur 400 m

### Coupe du monde des nations
- Coupe du monde d'athlétisme de 1985 à Canberra
  -  Médaille d'argent sur 400 m

## Records
| Épreuve    | Performance | Lieu     | Date           |
| ---------- | ----------- | -------- | -------------- |
| 200 mètres | 22 s 44     | —        | 29 août 1985   |
| 400 mètres | 48 s 27     | Canberra | 6 octobre 1985 |

| Épreuve    | Performance | Lieu   | Date            |
| ---------- | ----------- | ------ | --------------- |
| 400 mètres | 50 s 81     | Moscou | 14 février 1987 |